# Heteropnèustids
La família dels heteropnèustids (Heteropneustidae) és constituïda per peixos actinopterigis d'aigua dolça i de l'ordre dels siluriformes.

## Morfologia
- Cos allargat i comprimit.
- Cap fortament deprimit.
- 4 parells de barbetes sensorials.
- Aleta dorsal curta.
- Absència d'aleta adiposa o en forma d'una cresta baixa.
- Presència d'espines pectorals amb glàndules verinoses perilloses per als humans.[1]

## Distribució geogràfica
Es troba a Àsia: des del Pakistan fins a Tailàndia.

## Gèneres i espècies
- Heteropneustes (Müller, 1840)[2]
  - Heteropneustes fossilis  (Bloch, 1794)[3]
  - Heteropneustes kemratensis  (Fowler, 1937)
  - Heteropneustes longipectoralis  (Rema Devi & Raghunathan, 1999)
  - Heteropneustes microps  (Günther, 1864)[4][5][6][7][8][9]